# Whenever You Call (piosenka Mariah Carey)
Whenever You Call to piosenka Mariah Carey pochodząca z wydanego w 1997 roku albumu Butterfly, wyprodukowana przez piosenkarkę wraz z Walterem Afanasieff'em.

## Treść
W tej piosence Mariah podejmuje temat wielkiej i silnej miłości. Piosenka traktuje o tym, czym jest dla nas miłość i jak ważną pełni ona rolę w naszym życiu. Autorka tekstu nakreśla i zwraca uwagę na ważną rolę we wczesnej fazie miłości. Mówi o istniejącym uczuciu bliskości z partnerem, potrzebie odczuwania obietnic związanej z nią, poczuciu, że jest się potrzebnym, i gotowości na to, że "będę zawsze gdy tylko mnie wezwiesz”.

## Historia piosenki
Piosenkarz Brian McKnight, bez wcześniejszej wiedzy Mariah, nagrał ścieżkę wokalną do instrumentalnej wersji utworu. Jego wokal zmiksowano później z wokalem Mariah z oryginalnej wersji. Efekt pracy bardzo spodobał się Mariah. Na jej prośbę szefowie wytwórni Sony zgodzili się umieścić nowo powstałą wersję piosenki na jej kolejnym albumie #1’s, na którym z założenia miały znajdować się jedynie te piosenki, które dotarły na szczyt amerykańskiej listy przebojów Billboard Hot 100.

## Promocja
Piosenka ta została wybrana jako szósty i ostatni singiel promujący album w Stanach Zjednoczonych. Był to jednakże singiel radiowy, o charakterze promocyjnym. Pomimo nienadania mu praw komercyjnych i przyjęciu formy promocji tylko poprzez teledysk oraz emisję radiową, piosenka odniosła sukces, znajdując się ostatecznie na 16. pozycji list Billboard Hot R&B Airplay oraz Billboard Hot 100 Airplay.
Singiel "Whenever You Call", podobnie jak "Forever", był również singlem zamykającym promocję trasy koncertowej, lecz w odróżnieniu od "Forever", piosenka "Whenever You Call" była promowana tylko poprzez wideoklip.

## Teledysk
Teledysk, wyprodukowany przez Diane Martel, zawiera materiał zarejestrowany podczas trasy koncertowej 'Butterfly Tour'. Zdjęcia zawarte w klipie w całości pochodzą z koncertu, który odbył się 21 lutego 1998 na stadionie Aloha Stadium na Hawajach.

## Wersje utworów
1. Wersja oryginalna pochodząca z albumu "Butterfly" - 4:21
2. Wersja w duecie z Brianem McKnight'em z albumu "#1's" - 4:23